# Wormeldange-Haut
Wormeldange-Haut (en luxemburguès: Uewerwuermeldeng; en alemany: Oberwormeldingen) és una vila de la comuna de Wormeldange, situada al districte de Grevenmacher del cantó de Grevenmacher. El 2022 tenia 351 habitants.